# Mandator
MANDATOR was een Nederlandse thrashmetalband uit Emmen, geformeerd in 1987. In eind 1993 zijn ze uit elkaar gegaan, voor velen, inclusief de band, leek dit definitief maar in het midden van 2018 heeft origineel lid Marcel Verdurmen samen met oud drummer (nu mede gitarist) Walter Tjwa besloten de band weer een nieuw leven in te blazen. De nieuwe leden zijn, Joey Van Kempen (zang), Sjouke Bakker (basgitaar) en Maik Snippe (drums).

## Biografie
MANDATOR werd gevormd nadat Mysto Dysto een andere bandnaam moesten zoeken. Mysto Dysto begon in eerste instantie niet als een thrashmetal-band, maar ze speelden meer classic, melodische speed metal. Ze kregen de kans om hun eerste album op te nemen en uit te brengen omdat hun demo, die ze met de vorige band Mysto Dysto hadden opgenomen, genaamd No AIDS In Hell, zeer populair was bij het radioprogramma Vara's Vuurwerk. Deze demo stond een lange periode op plek #1.
Mysto Dysto hield een korte prijsvraag onder haar fans om een keuze te maken voor een nieuwe bandnaam. Dit resulteerde uiteindelijk in Mandator. In 1988 bracht de band haar eerste album uit, genaamd Initial Velocity, onder de nieuwe naam Mandator. Op dit album kwamen de speedmetal en vroegere thrash invloeden naar voren.
Met hun tweede en tevens laatste album genaamd Perfect Progeny behaalden ze een cult-status binnen Nederland. Qua tempo en niveau speelden ze gelijk aan soortgenoten Kreator en Sodom. Op dit laatste album waren ook veel Slayer invloeden te horen. De band ging kort daarna uit elkaar. Beide albums werden uitgebracht bij Disaster Records op zowel CD als LP. In 1993 brachten ze een demo zonder label uit genaamd Strangled.

## Bandleden
Huidige bandleden
- Joey Van Kempen (zang)
- Marcel Verdurmen (gitaar, zang)
- Walter Tjwa (gitaar)
- Sjouke Bakker (basgitaar)
- Maik Snippe (drums)

Voormalige bandleden
- Peter Meijering (zang)
- Luit De Jong (gitaar)
- Hette Bonnema (basgitaar)
- Jos (drums)
- Claus Van Den Berg (drums)

## Discografie
Albums
- 1988 - Initial Velocity
- 1989 - Perfect Progeny

Demo's
- 1993 - Strangled